# Durocasses
Les Durocasses étaient un peuple gaulois. Ils ont laissé leur nom à la ville de Dreux qui était leur civitas au Bas-Empire. La signification de l'ethnonyme Durocasses est obscure.

## Les Durocasses entre les Parisii et les Carnutes

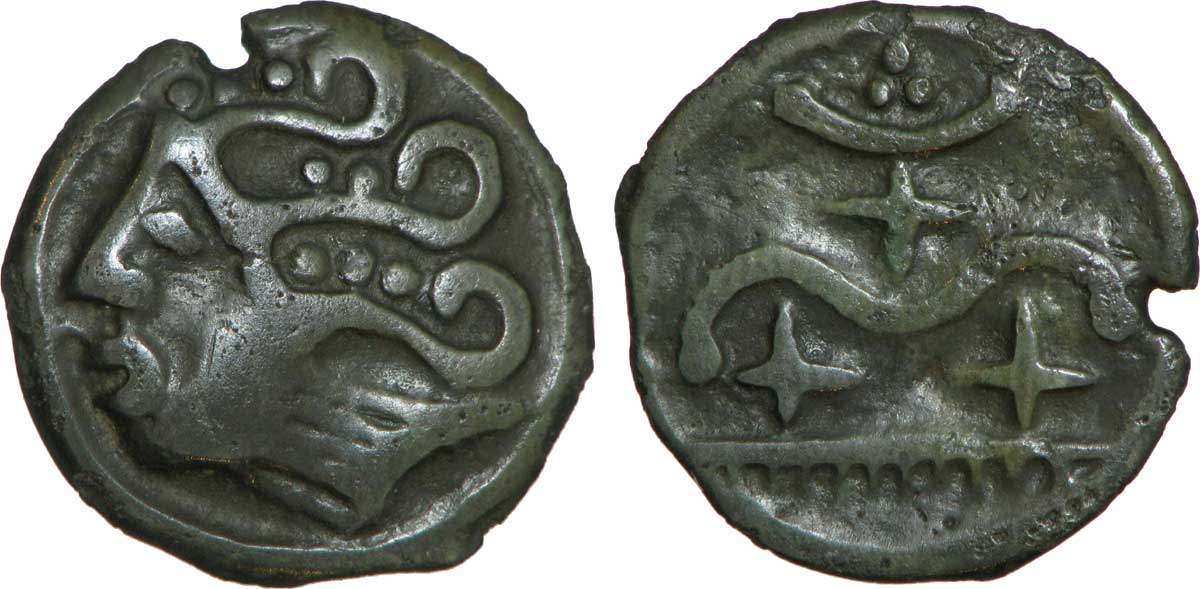
Potin aux croisettes, coiffure aux globules frappé par les Durocasses. Date : c. 80-50 AC.

Les Durocasses, établis dans la région de Dreux et de Houdan, étaient situés entre les Carnutes au sud, les Parisii au nord-est et les Aulerques Éburovices au nord-ouest.
Il s'agissait d'un peuple secondaire, qui a dû se trouver dans des liens de vassalité ou de clientèle, par rapport à ses puissants voisins, selon les époques les Parisii ou les Carnutes. Les études sur le monnayage des Parisii de Jean-Baptiste Colbert de Beaulieu ont mis en évidence, par la méthode des homotypies de contiguïté, l'existence d'une série monétaire imitée des émissions des Parisii qui, selon cet auteur, ne pouvait être attribuée qu'aux Durocasses. Selon Jacques Harmand, qui s'appuie sur ces travaux, ce monnayage montre qu'au début du Ier siècle av. J.-C. les Durocasses, tout en étant « dans l'orbite des Parisii », jouissaient d'une prospérité autonome, qu'il explique par le fait qu'ils contrôlaient la voie commerciale de l'Eure : « La richesse des Durocasses provenait de l'activité de péagers qu'ils exerçaient à l'égard de la batellerie de l'Eure, facile à surveiller de la forte position occupée au Moyen Âge classique par le château de Dreux, et spécialement des importations d'étain britannique nécessaires à la grande cité carnute, leur voisine méridionale. » Les Carnutes, désireux de s'assurer le contrôle de cette voie d'échanges, auraient réussi à soumettre les Durocasses, mais leur expansion vers le nord fut arrêtée par les Aulerques Éburovices alliés aux Parisii.
Les Durocasses, vassaux des Carnutes, ne sont pas mentionnés par César dans le De bello Gallico. Leur importance reste mineure dans la Gaule romaine et le passé gallo-romain de Dreux fut fort modeste si l'on en juge par les traces qui nous en sont parvenues.

## Nom antique du chef-lieu des Durocasses
L'élément -casse est un mot très fréquent qui rentre dans la composition de noms propres gaulois. Il est notamment le deuxième terme d'un certain nombre d'ethnonymes gaulois par exemple Bodio-casses > Bayeux, Tri-casses > Troyes, Velio-casses > Vexin, etc. Il s'agit vraisemblablement d'un élément qui se rapporte à la chevelure, plus précisément la chevelure bouclée.
Durocassium est un nom latinisé de l'ancienne cité de Dreux, attesté à l'ablatif Durocassio dans la table de Peutinger. Au Bas-Empire, on trouve la forme Durocassis, ablatif du nom latin du peuple dont c'était le chef-lieu (Durocasses, -ium), selon une habitude fréquente en Gaule à cette époque.
Contrairement à une légende répandue à partir de l'époque romantique au XIXe siècle et exploitant une étymologie fantaisiste, Dreux n'était pas la capitale des druides.